# Hypodoxa squamata
Hypodoxa squamata là một loài bướm đêm trong họ Geometridae.